# (1501) Baade
(1501) Baade – planetoida z grupy pasa głównego asteroid okrążająca Słońce w ciągu 4 lat i 24 dni w średniej odległości 2,55 au. Została odkryta 20 października 1938 roku w Hamburg-Bergedorf Observatory w Bergedorfie przez Arno Wachmanna. Nazwa planetoidy pochodzi od Waltera Baade, niemieckiego astronoma. Przed nadaniem nazwy planetoida nosiła oznaczenie tymczasowe (1501) 1938 UJ.